# NGC 7697
NGC 7697 is een spiraalvormig sterrenstelsel in het sterrenbeeld Toekan. Het hemelobject werd op 6 september 1836 ontdekt door de Britse astronoom John Herschel.

## Synoniemen
- IC 5333
- ESO 110-12
- AM 2332-654
- IRAS 23320-6540
- PGC 71800